# The Disney Afternoon Collection
The Disney Afternoon Collection es un juego recopilatorio desarrollado por Digital Eclipse y publicado por Capcom. Cuenta con seis videojuegos lanzados originalmente entre 1989 y 1993 para la Nintendo Entertainment System Basado en series animadas del Bloque de Televisión Disney Afternoon; Los seis juegos son DuckTales (1989), Chip 'n Dale: Rescue Rangers (1990), TaleSpin (1991), Darkwing Duck (1992), DuckTales 2 (1993) y Chip 'n Dale: Rescue Rangers 2 (1993). La compilación fue lanzada el 18 de abril de 2017 para Microsoft Windows, Xbox One y PlayStation 4.
- Datos: Q29097946